# Antiaris toxicaria
Espèce
Antiaris toxicaria (appelé upas antiar, ou plus simplement upas, ou encore ipoh) est une espèce de plantes à fleurs de la famille des Moraceae.
C'est un arbre sempervirent originaire du sud-est de l'Asie (de l'Inde et du Sri Lanka à l'est jusqu'au sud de la Chine, aux Philippines et aux Fidji). Il produit un latex très toxique connu dans l'île de Java sous le nom de upas (du mot javanais signifiant poison) ou antiar.

## Description
L'Upas se présente comme un grand arbre, pouvant atteindre de 25 à 40 mètres de hauteur avec un tronc allant jusqu'à 40 cm de diamètre. Ses feuilles sont ovales, de 7 à 19 cm de longueur. Les fruits sont des drupes rouge-violet de 2 cm de diamètre. Le latex, présent dans le tronc et le feuillage, contient un glycoside cardiotonique vénéneux appelé antiarine.

## Légende des vapeurs mortelles

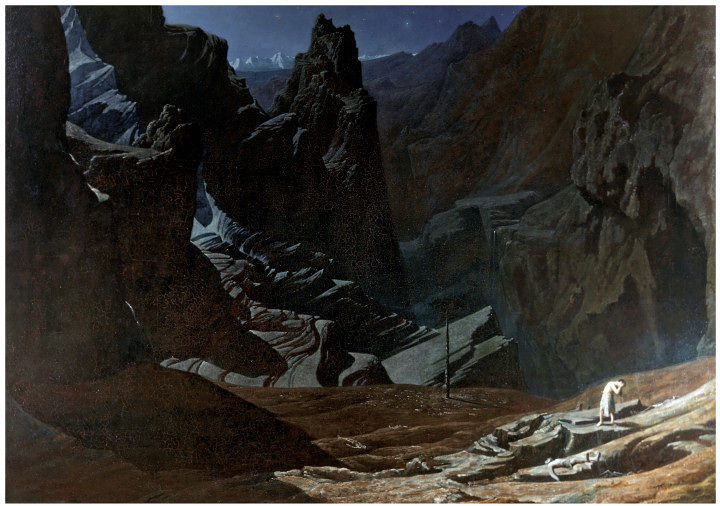
L'upas, ou arbre à poison, sur l'île de Java, tableau de Francis Danby (v.1820).

En décembre 1783, un article signé du nom d'un certain Dr Foersch, un supposé voyageur néerlandais qui aurait été chirurgien à Samarang (sur l'île de Java) en 1773, livre dans le London Magazine un récit de voyage contenant des allégations mensongères au sujet de l'upas. Il décrit l'arbre comme émettant des vapeurs empoisonnées capables de tuer toute vie animale dans un rayon de 15 miles. Il raconte également que l'arbre est utilisé comme un moyen de punir les condamnés à mort, qui ont le choix entre subir leur peine aux mains du bourreau ou bien tenter d'aller recueillir le poison de l'upas en s'exposant aux vapeurs mortelles, tâche périlleuse que seuls deux condamnés sur dix en moyenne arrivent à accomplir en s'en tirant vivants, toujours selon Foersch. En réalité, l'article est une pure invention. L'auteur réel de l'article n'était autre que le facétieux érudit britannique George Steevens. La vérité fut découverte par la suite. Mais le récit a inspiré entretemps plusieurs auteurs et artistes.
Dans la littérature, cette légende au sujet de l'upas a été reprise et popularisée par Erasmus Darwin (le grand-père de Charles Darwin) dans son ouvrage Botanic Garden (partie II). Erasmus Darwin, qui était à la fois naturaliste et poète, consacre également un développement vivace à l'upas et à ses propriétés dans son poème scientifique The Temple of Nature. L'upas est aussi évoqué dans le poème de Robert Southey Thalaba le destructeur (Thalabas the Destroyer) en 1801. Le poète russe Alexandre Pouchkine a aussi consacré un poème à l'upas. Honoré de Balzac reprend cette légende dans une nouvelle intitulée Voyage de Paris à Java (1832).
Dans le chapitre "L'ombre de l'Upa", le personnage d'Edison de L’Ève future (Villiers de l'Isle-Adam, 1886) compare la dangerosité de certaines femmes vénales — qui vont conduire leur proie au désespoir et parfois à la mort — à celle de l'upas (qu'il considère à tort comme synonyme de mancenillier) : "Son ombre, vous le savez, engourdit, enivre d'hallucinations fiévreuses et, si l'on s'attarde sous son influence, elle devient mortelle."
En peinture, cette légende a inspiré un tableau de Francis Danby peint autour de 1820 : The Upas, or Poison-Tree, in the Island of Java, conservé au Victoria and Albert Museum de Londres au Royaume-Uni.
L'upas est cité dans le chapitre 8 de la troisième partie de "Madame Bovary" de Gustave Flaubert.